# Бруннер, Моритц фон
}}
Моритц Йозеф фон Бруннер (нем. Moritz von Brunner; 30 июля 1839, Вена — 25 октября 1904, там же) — австрийский военный деятель, военный писатель
, военный инженер, специалист по вопросам фортификации, педагог, фельдмаршал-лейтенант (1899).

## Биография
В 1859 году служил лейтенантом в австрийских войсках, в 1870 году — капитан Генерального штаба, в 1883 году — майор, в 1887 году — подполковник.
Участвовал в австро-прусско-итальянской войне 1866 года и оккупации Австро-Венгрией Боснии и Герцеговины в 1878 г. В 1886—1889 годах руководил постройкой крепостей Требинье, в 1889—1893 годах Перемышля, где имел возможность применить идеи совершенного отделения позиций ближнего боя (форты) от артиллерийских позиций дальнего боя. Автор проектов универсальных фортов класса «Эйнхейтсфорт». Примерами таких построек, возведённых по его проектам, являются форт IX «Бруннер» и форт XIII «Сан-Ридо» в крепости Перемышль.
До 1895 года служил начальником 8-го отдела военного министерства Рейха. 20 мая 1895 года был произведен в чин генерал-майора и назначен начальником отдела военного министерства Рейха. С 1899 года — фельдмаршал-лейтенант.
Из военных литературных трудов фон Бруннера известны его руководства по полевым и долговременным фортификациям и крепостной войне, написанные им, как преподавателем австрийской военно-технической академии.
С 1870 по 1886 г. — редактор австрийского военного журнала «Streffleur’s militär. Zeitschrift».

## Избранные труды
- «Оборона Страсбурга в 1870—1871 гг.»,
- «Бой на полевых укреплённых позициях»,
- «Применение пехотной лопаты»,
- «Можно ли взять крепости штурмом».

## Награды
- Австрийский орден Леопольда 3-й степени
- Орден Железной Короны 3-й степени
- Крест Военных заслуг (Австро-Венгрия) 3-й степени
- Бронзовая медаль «За военные заслуги» (Австро-Венгрия)
- Бронзовая медаль «За военные заслуги» на красной ленте
- Военная медаль (Австро-Венгрия)
- Юбилейная памятная медаль 1898 г.
- Крест «За выслугу лет» (Австрия)